# Festungs-Division Danzig (Wehrmacht)
Die Festungs-Division Danzig war ein kurzlebiger Großverband des Heeres der deutschen Wehrmacht im Zweiten Weltkrieg.

## Divisionsgeschichte
Die Division wurde Anfang Januar 1945 in der westpreußischen Hauptstadt Danzig im Wehrkreis I zur Verteidigung derselben aufgestellt (Strategie der festen Plätze). Die Division wurde zunächst in Danzig eingeschlossen. Die Division kapitulierte am 28. März 1945 in Danzig gegenüber der Roten Armee.
Kommandeur war der Generalmajor Walter Freytag.

## Gliederung
- Vier Grenadier-Bataillone
- Zwei Alarm-Bataillone
- Festungs-Abschnitt Nord
- Festungs-Unterabschnitt Nordwest
- Festungs-Unterabschnitt Küste
- Festungs-Unterabschnitt West
- Festungs-Unterabschnitt Ost